# ФСБ підриває Росію
«ФСБ підриває Росію» (рос. ФСБ взрывает Россию) — книга Олександра Литвиненка і Юрія Фельштинського, присвячена серії терористичних актів — вибухам житлових будинків у Росії восени 1999 року. З особливою увагою у книзі аналізується роль ФСБ в інциденті в Рязані 22 вересня 1999 року. Вперше книга вийшла російською у нью-йоркському видавництві «Liberty Publishing House» у 2002 році. У тому ж році вийшов англійський переклад книги під назвою «Blowing Up Russia: Terror from Within».

## Зміст книги
У книзі стверджується, що вибухи будинків здійснила ФСБ РФ. Крім цього, у книзі містяться твердження про зв'язки ФСБ РФ і злочинних угруповань.
Пізніше за матеріалами книги і про її авторів було знято кілька документальних фільмів з назвами «ФСБ підриває Росію», «Замах на Росію», «Пам'яті убитого Литвиненка», доступних в інтернеті як для завантаження так і на відеосервісах.

## Арешт тиражу книги
За твердженням журналістки Енн Пенкет (англ. Anne Penketh), книга після першої публікації була конфіскована.
За твердженням видання «Нова газета», 29 грудня 2004 року групою міліціонерів була арештована партія книг в 4000 примірників. За твердженням «Нової газети», міліціонери повідомили, що арешт проводиться в рамках операції «Вихор-Антитерор» (рос. Вихрь-Антитеррор). «Нова газета» стверджувала, що в червні 2003 року було порушено кримінальну справу за фактом розголошення державної таємниці. Як вважає «Нова газета», державна таємниця була розголошена на сторінках книг «ФСБ підриває Росію» і «Луб'янка — злочинне угруповання». За твердженням «Нової газети», в рамках розслідування цієї кримінальної справи в ФСБ був викликаний на допит головний редактор агентства «Прима» Олександр Подрабінек, проте той відмовився відповідати на запитання слідчих. За твердженням сайту Грани.ru, старший слідчий Слідчого управління ФСБ Росії старший лейтенант юстиції О. Сойма заявляв О. Подрабінеку, що тираж книги «ФСБ підриває Росію» було вилучено як речовий доказ. За його словами й інші тиражі книг вилучатимуться, оскільки, за його твердженням, мається експертний висновок.

## Оцінки змісту книги
- Олег Гордієвський у своїй статті в газеті The Times:

|  | Щоб дізнатися, хто хотів убити Олександра Литвиненка, досить прочитати його книгу „ФСБ підриває Росію“ |

- Сергій Ковальов, російський правозахисник і політик:

|  | Фельштинський, Литвиненко стверджують: „ФСБ підриває Росію“. Мені не хочеться в це вірити, але я намагаюся бути неупередженою людиною і я цю версію теж не виключаю. Я ніяку з версій не виключаю, ні чеченського сліду, ні сліду ФСБ, ні яких би то не було проміжних варіантів, а вони теж можуть бути. Досвід показує, що це часто буває. Я, взагалі, не великий прихильник теорії змов. Але ж версія Литвиненко і Фельштинського чиста змова. Та що б не здавалося тобі кращим, я вважаю, що розслідувач зобов'язаний триматися золотого правила науковців, це схоже. Не повинно бути більш різкого і більш прискіпливого критика гіпотези, ніж автор цієї гіпотези. Він-то володіє всіма деталями. І він повинен прагнути вбити свою гіпотезу, знищити її. А якщо йому не вдасться, він зітхає з полегшенням і каже: Ну ось, тепер це не гіпотеза, тепер це доведена річ, тепер це теорія, принаймні. Такого прагнення з боку авторів книги просто не видно. Я не стану вже говорити про те, що в самій книзі, за тими епізодами, які мені як учаснику добре відомі, неймовірна кількість фантазії. Наприклад, Будьонівськ. Це чиста вигадка, і жодного посилання, зауважте. Так не пишуться серйозні книги, які претендують на достовірність. |

- На думку британської письменниці і комедіантки Вів Ґроскоп, опубліковану в журналі «The Observer», книга «ФСБ взрывает Россию» непереконлива:

|  | Через відсутність прозорості в книзі її важко читати як щось більше, ніж просто теорію змови», відзначає Вів Ґроскоп. |

- Газета «Sunday Times»:

|  | Яскраве засудження Путінського режиму |

## Критика
- Сергій Григор'янц, правозахисник, політичний в'язень, публіцист:

|  | У книзі немає жодного факту чи хоча б натяку на них, який не був розслідуваний і описаний до цього. Все це компіляція того, що було знайдено журналістами і правозахисниками після цих вибухів, при чому компіляція неповна. Тим часом Березовський не брехав, коли говорив, що саме він привів Путіна до влади. У книзі, крім безлічі інших, є і одне основне замовчування: визначенню початку Другої Чеченської війни і приходу Путіна до влади були не тільки вибухи будинків у Москві і Волгодонську, але і напад Басаєва на Дагестан. Цей напад якраз організував і фінансував Березовський, Масхадов публічно звинувачував Басаєва в тому, що він бере гроші з Москви від Березовського на атаку Дагестану і навіть називав суму, по-моєму, 3 мільйони доларів. <...> До всієї цієї історії з атакою Басаєва на Дагестан можна ще додати внесок в цю справу Степашина, який того часу був міністром внутрішніх справ (розкручування кривавої війни і впровадження Путіна в Кремль було колективною справою). <...> Тобто приведення Путіна до влади було досить великим проектом групи олігархів того часу, адміністраторів в Кремлі і, звичайно, в першу чергу спецслужб. Березовський брав у ньому активну участь, і якби їх книжка і фільм мали хоч якесь відношення до порядності, мав розповісти і про свої контакти з Басаєвим і про багато іншого, що йому, що жив в цей час за словами Коржакова в Кремлі, безперечно, було відомо. У тому числі і про вибухи будинків у Москві. Але жодного нового слова про це в їх книзі і фільмі немає. |

- Британський журнал «The Observer»:

|  | Через відсутність прозорості в книзі її важко читати як щось більше, ніж просто теорію змови. |

- Ю. Л. Латиніна, журналістка:

|  | На жаль, секта прихильників того, що Путін підірвав будинки, так само божевільна та керується такою ж світською релігією, як секта прихильників того, що, скажімо, «укри» підірвали Боїнґ. <…> Прихильники теорії змови можуть сказати, що будь-що згодиться, аби замазати їм Путіна і чим густіше, тим краще. Путін не Росія: Путін піде, а Росія залишиться. Це нашу Росію підривають, підривають нас, а потім кажуть, що ми підривали себе самі. |